# El Salitrero
El Salitrero är en ort i Mexiko.   Den ligger i kommunen Santa María Colotepec och delstaten Oaxaca, i den sydöstra delen av landet, 500 km sydost om huvudstaden Mexico City. El Salitrero ligger 146 meter över havet och antalet invånare är 228.
Terrängen runt El Salitrero är huvudsakligen kuperad, men söderut är den platt. Runt El Salitrero är det ganska glesbefolkat, med 45 invånare per kvadratkilometer. Närmaste större samhälle är Brisas de Zicatela, 19,4 km väster om El Salitrero. Omgivningarna runt El Salitrero är en mosaik av jordbruksmark och naturlig växtlighet.